# Polar Express
Polar Express (The Polar Express) è un film d'animazione del 2004 diretto da Robert Zemeckis.
Il film si basa sulla sceneggiatura dello stesso Zemeckis e di William Broyles Jr., mentre il soggetto è tratto dall'omonimo libro illustrato per ragazzi di Chris Van Allsburg, pubblicato nel 1985 e premiato l'anno successivo con la Medaglia Caldecott. Si tratta inoltre del primo cartone animato realizzato in CGI utilizzando la tecnica della performance capture (ossia con personaggi digitali ottenuti captando i movimenti degli attori in carne e ossa), motivo per cui è entrato a far parte del Guinness dei primati. Questo film è dedicato a Michael Jeter, membro del cast deceduto durante la lavorazione.
Oltre alla versione in formato standard a 35 millimetri, è stata distribuita una versione per tecnologia IMAX predisposta sfruttando gli stessi modelli in 3D adottati nella versione standard: Polar Express, specificatamente, è stato così il primo film animato non realizzato per questo tipo di tecnologia ad essere presentato in questo formato.
Un videogioco omonimo è stato distribuito, in concomitanza con il film, da Sony per la PlayStation 2 e da Nintendo per GameCube e Game Boy Advance; il gioco è stato sviluppato dalla società australiana di software Blue Tongue Entertainment, e presenta alcune divergenze rispetto alla storia del lungometraggio.

## Trama
Il protagonista è un uomo originario di Grand Rapids, nel Michigan, il cui nome non viene mai rivelato, che mostra in flashback una straordinaria avventura che visse da ragazzino.
Il bambino, durante la notte della Vigilia di Natale, va a dormire fortemente convinto che sotto l'albero i regali verranno messi dai suoi genitori e non da Babbo Natale, alla cui esistenza non crede affatto, a differenza della sorella minore Sarah. Proprio pochi minuti prima della mezzanotte, il ragazzino, non riuscendo a prendere sonno, sente un forte rumore e vede una gran luce provenire dall'esterno e si accorge che, sulla strada di fronte alla sua casa, si è fermato un misterioso treno a vapore che sembra apparso dal nulla, chiamato Polar Express; il capotreno, un uomo di mezza età burbero ma bonario, spiega al protagonista che il convoglio conduce i bambini al Polo Nord, permettendo loro di incontrare Babbo Natale. Dopo un primo momento di incertezza, il bambino decide di salire a bordo.
Il treno è pieno di bambini, tutti vestiti in pigiama e intenti a cantare canzoni natalizie, e durante il viaggio viene offerto un rinfresco con della cioccolata calda servita da un gruppo di camerieri e cuochi ballerini. Il protagonista fa amicizia con una simpatica ragazzina, con un timido e povero ragazzino di nome Billy e con un altro ragazzino con un fastidioso atteggiamento da saputello; conosce anche un misterioso avventuriero che vive sopra i vagoni bevendo continuamente caffè, il quale gli rimprovera di non essere completamente sincero con sé stesso, essendo sempre in bilico tra il credere e il non credere.
Dopo diverse peripezie, tra cui un tratto dei binari in stile montagne russe, lo scivolamento del convoglio su un lago ghiacciato (dove il ghiaccio ha ricoperto i binari), la rottura della leva di comando della velocità in cabina di guida e l'incontro con una numerosa mandria di caribù, finalmente il Polar Express, condotto dal capotreno e da due imbranati macchinisti, giunge al Polo Nord, dove il vagone dei tre piccoli amici, sganciato per sbaglio dal treno, si allontana e finisce proprio nella fabbrica dei giocattoli. Uscendo da tale luogo, i tre si radunano nella piazza giungendo dentro il grande sacco dei regali di Babbo Natale.
A questo punto finalmente si presenta Babbo Natale che, come da tradizione, deve assegnare il primo dono di Natale ad uno dei bambini passeggeri del treno, e sceglie il piccolo protagonista. Lui chiede di avere in dono semplicemente una campanella staccatasi dalle redini delle renne scalpitanti, di cui riuscirà a sentire il meraviglioso suono soltanto quando deciderà ed ammetterà di credere.
Il ragazzino quindi ammira Babbo Natale decollare nella notte per le sue consegne, poi risale sul treno, dove si accorge tristemente di aver perso la campanella a causa di un buco formatosi nella tasca del pigiama, da cui la campanella è scivolata giù, e non riesce a scendere in tempo per cercarla in quanto il treno è già partito per il viaggio di ritorno. 
Tornato a casa, dopo aver salutato i suoi nuovi amici, il capotreno e il misterioso avventuriero, rivelatosi un fantasma, se ne va a letto a dormire. Quando si sveglia il giorno di Natale, dopo aver scartato tutti i regali presenti sotto l'albero, nell'ultimo dei pacchetti colorati ritrova la campanella insieme ad un biglietto di Babbo Natale che gli consiglia di farsi rattoppare il pigiama. Il protagonista e la sorella riescono a sentir suonare la campanella quando la agitano, mentre i genitori non la sentono e pensano che non funzioni.
Il film si conclude con il protagonista che, da adulto, afferma che con il passare degli anni tutti i suoi amici e anche sua sorella non sono più stati in grado di udire il suono della campanella come quando erano bambini, ma nonostante ciò per lui la campanella suona ancora, come per tutti coloro che credono sinceramente nella magia del Natale.

## Colonna sonora

### Tracce
1. Tom Hanks – The Polar Express – 3:25
2. Matthew Hall & Meagan Moore – When Christmas Comes to Town – 4:07
3. Steven Tyler – Rockin' on Top of the World – 2:35
4. Josh Groban – Believe – 4:18
5. Tom Hanks – Hot Chocolate – 2:33
6. Alan Silvestri – Spirit of the Season – 2:33
7. Alan Silvestri – Seeing Is Believing – 3:47
8. Frank Sinatra – Santa Claus Is Coming to Town – 2:35
9. Bing Crosby – White Christmas – 3:05
10. The Andrews Sisters – Winter Wonderland – 2:43
11. Perry Como con The Fontane Sisters – It's Beginning to Look a Lot Like Christmas – 2:40
12. Kate Smith – Silver Bells – 2:39
13. Crosby e The Andrews Sisters – Here Comes Santa Claus (Right Down Santa Claus Lane) – 3:04
14. Alan Silvestri – Suite from the Polar Express – 6:02

## Accoglienza

### Incassi
Il film ha incassato in tutto il mondo 313500433 $ a fronte di un budget di 165000000 $.

### Critica
Sul sito aggregatore di recensioni Rotten Tomatoes, il 56% delle 210 recensioni professionali sono positive, con un voto medio di 6,40/10, mentre su Metacritic ottiene un punteggio medio di 61 su 100 basato su 36 recensioni. Su CinemaScore il film ha ricevuto il raro voto "A+".
Il critico Roger Ebert ha conferito al film il punteggio massimo di 4 stelle su 4. Nella recensione afferma che «C'è un tono più profondo, rabbrividente, invece della spensierata allegria del solito film di Natale. [...] Ha una qualità inquietante, magica», paragonando l'atmosfera a Il mago di Oz e Willy Wonka e la fabbrica di cioccolato.
Alcuni recensori invece hanno criticato il design e le animazioni dei personaggi in quanto avrebbero sconfinato nell'uncanny valley.

## Distribuzione
Il film è stato distribuito in Italia il 3 dicembre 2004 dalla Warner Bros. La direzione del doppiaggio è stata affidata a Carlo Valli su dialoghi adattati da Carlo Cosolo.

## Riconoscimenti
- 2005 - Premio Oscar[12]
  - Nomination al Miglior sonoro
  - Nomination al Miglior montaggio sonoro
  - Nomination alla Miglior canzone (Believe)
- 2005 - Golden Globe[13]
  - Nomination alla Miglior canzone originale (Believe)
- 2005 - Premio BAFTA[14]
  - Nomination al Miglior film
- 2005 - Saturn Award[15]
  - Nomination al Miglior film fantasy
  - Nomination alla Miglior colonna sonora
- 2006 - Grammy Award[16]
  - Miglior canzone (Believe)
- 2005 - Broadcast Film Critics Association Award
  - Nomination Miglior film d'animazione
  - Nomination alla Miglior canzone (Believe)
- 2005 - Motion Picture Sound Editors
  - Nomination Miglior montaggio sonoro
- 2005 - Satellite Award
  - Nomination Miglior film animato
  - Nomination alla Miglior canzone originale (Believe)

## Citazioni e riferimenti
- La locomotiva del Polar Express è basata sulla Pere Marquette 1225, custodita in un museo dello stato del Michigan. All'inizio del film, il ragazzino con atteggiamento saccente la descrive come una Baldwin classe S3 "Berkshire" con rodiggio 2-8-4 (secondo la notazione Whyte, mentre in italiano sarebbe 1-4-2). Il numero di matricola che la contraddistingue (1225) è in tema con il titolo e il periodo cui il film si riferisce, il 25 dicembre, giorno di Natale (12/25, nella forma anglosassone). La locomotiva reale fu fisicamente ripristinata, pur con qualche difficoltà, per compiere un viaggio dal museo a Grand Rapids (città di origine del protagonista del film), in occasione di un'anteprima speciale destinata alla raccolta di fondi per un ospedale pediatrico.[17]
- Il ragazzo protagonista proviene da Grand Rapids, nel Michigan, che nella realtà è la città di origine di Chris Van Allsburg, autore del libro da cui il film è tratto, e dove il film è stato lanciato in anteprima mondiale; le scene della prima parte del film sembrano essere ambientate proprio a Grand Rapids.
- Nel film, il ragazzo protagonista tira la corda del fischio del treno dicendo «Era da una vita che lo volevo fare!». Una frase molto simile, nella stessa circostanza (azionando il fischio con l'apposita corda durante la conduzione di un treno a vapore), viene detta dal personaggio di Emmett "Doc" Brown (Christopher Lloyd) in Ritorno al futuro - Parte III, film diretto sempre da Zemeckis. La locomotiva in questione è la Sierra Railway 3; i suoi effetti sonori e suo il fischio sono gli stessi utilizzati per la motrice del Polar Express.
- Nella sequenza in cui i protagonisti sono nella carrozza piena di giocattoli abbandonati, viene inquadrata una marionetta estremamente simile a Pinocchio, citazione da quest’ultimo.
- La scena in cui il biglietto vola via dalle mani del protagonista è un chiaro riferimento alla sequenza della piuma che cade nelle scene iniziali e finali di Forrest Gump, altro famoso film diretto da Zemeckis ed interpretato da Tom Hanks.
- Anche il momento in cui Babbo Natale scompare con la slitta è un riferimento alla trilogia di Ritorno al futuro di Zemeckis, con la slitta che lascia una scia infuocata, analogamente alla macchina del tempo DeLorean della serie di film con protagonista Marty McFly.